# Asteroyds
 (décembre 2013).
Si vous disposez d'ouvrages ou d'articles de référence ou si vous connaissez des sites web de qualité traitant du thème abordé ici, merci de compléter l'article en donnant les références utiles à sa vérifiabilité et en les liant à la section « Notes et références ».
Asteroyds est un jeu de société de Guillaume Blossier et Frédéric Henry, illustré par Nicolas Fructus publié en 2010 par Ystari Games. 

## Présentation
Il s'agit d'un jeu avec un thème de science-fiction où les joueurs doivent faire une course dans un champ d'astéroïdes en mouvement.
Plusieurs modes de jeu sont proposés, dont le principal consiste à être le premier à passer par quatre portes qui elles-mêmes se déplacent sur l'astéroïde sur lequel elles sont fixées. Un autre mode prévoit de toucher les portes en tirant dessus au laser. Le jeu ne prévoit pas d’interaction entre les vaisseaux. Le gagnant sera celui qui anticipera au mieux les déplacements des astéroïdes et saura doser le risque.

## Mécanismes de jeu
L'aire de jeu (le tablier) représente une arène en deux dimensions dotée d'un quadrillage hexagonal. Il y a donc six directions de déplacement possibles.
Chaque pion d'astéroïde est hexagonal et chacune de ses faces est dotée d'un chiffre de 1 à 6, et l'orientation des astéroïdes est aléatoire (on les place afin que les faces 1 ne soient pas toutes dans la même direction). On tire la direction de déplacement avec un dé ; il y a trois couleurs de dés — blanc, rouge et bleu —, et cinq types d'astéroïdes — blanc, bleu, blanc/bleu, rouge, blanc/rouge. Ainsi, si l'on tire 1 avec le dé blanc et 2 avec le dé bleu et 3 avec le dé rouge, on déplace :
- les astéroïdes blancs, blanc/bleu et blanc/rouge dans leur direction 1 ;
- les astéroïdes bleu et blanc/bleu dans leur direction 2 ;
- les astéroïdes rouge et blanc/rouge dans leur direction 3 ;

ainsi, certains astéroïdes sont déplacés une fois, d'autre deux (et dans deux directions différentes sauf si les dés donnent le même nombre). En cas de collision d'astéroïdes, ceux-ci ont un ordre de priorité pour savoir lequel se déplace et lequel est stoppé.
Les vaisseaux possèdent une « carte de programmation ». Ils ont quatre manœuvres possibles :
- avancer tout droit ;
- avancer en tournant de 60° à gauche ;
- avancer en tournant de 60° à droite ;
- faire demi-tour sur place.

Ils peuvent faire jusqu'à sept manœuvres, il y a donc sept colonnes. Le joueur place des pions sur sa carte, un par colonne, et programme donc à l'avance jusqu'à sept déplacements.
La septième colonne est particulière : le marqueur du bas n'est pas le demi-tour mais est un bouclier. Si le joueur fait six déplacements ou moins, le jeton est sur le bouclier, cela signifie qu'il alloue de l'énergie pour se protéger des collisions. S'il place le septième jeton sur une manœuvre, cela signifie qu'il alloue de l'énergie pour avancer plus vite, mais qu'il renonce à la protection du bouclier.
Si le bouclier est actif, le vaisseau ne subira aucun dommage si un astéroïde le percute et des dommages allégés si c'est lui qui percute un astéroïde.
Il existe plusieurs pilotes qui possèdent chacun une manœuvre spéciale qui ne peut être utilisée qu'une fois par partie. Il s'agit d'un déplacement spécifique que les autres joueurs n'ont pas.

## Déroulement du tour
Le jeu se déroule en quatre phases :
1. Tirage de trois dés à 6 faces qui déterminent les mouvements des astéroïdes.
2. Programmation des déplacements des vaisseaux par les joueurs en temps limité (typiquement 50 secondes).
3. Déplacement des astéroïdes.
4. Exécution de la programmation des vaisseaux.

## Contenu de la boîte
- Tablier (l'arène de jeu) ;
- pions hexagonaux d'astéroïdes ;
- pions hexagonaux de spectateurs/pont d'envol ;
- pions d'énergie par pilote ;
- cartes de programmation par pilote ;
- figurines de vaisseaux (pions) ;
- pions de confirmation de franchissement d'une porte ;
- pions de pilote ;
- trois dés à 6 faces de couleur rouge, blanc et bleu ;
- chronomètre.

## Traductions
Le jeu a été traduit en anglais et édité par Rio Grande Games.